# Storia della Lomazzo comasca
Lomazzo comasca (o comasco) costituiva una delle due parti in cui per secoli fu diviso il comune di Lomazzo, insieme con Lomazzo Milanese.

## Storia
Lomazzo per lungo tempo ha costituito un caso assai raro: un unico centro abitato diviso a metà, proprio al centro del paese, fra due autorità civili distinte: una parte era posta sotto l'autorità civile di Como; una parte rispondeva all'autorità civile di Milano
Alla divisione civile corrispondeva anche la suddivisione religiosa: la chiesa posta nella parte comasca (San Siro) era di pertinenza della diocesi di Como; la chiesa posta nella parte milanese del centro abitato (santi Vito e Modesto) apparteneva all'arcidiocesi di Milano. 
Questa partizione è antichissima. Probabilmente Lomazzo era luogo di confine fra Como e Milano già in epoca romana, e il nome stesso del paese, inizialmente citato come Limatio / Limacio, sembra da ricondurre a un accrescitivo del termine limes, ossia confine. 
Successivamente alla caduta dell'impero romano, con la formazione di regni barbarici, il territorio dei precedenti municipi romani fu suddiviso in contadi. Nel VI secolo, in epoca Longobarda, furono creati il contado del Seprio, avente nucleo nella porzione meridionale dell'attuale provincia di Varese, e il contado della Martesana, in parte corrispondente all'attuale Brianza. 
L'antica suddivisione romana rimase invece cristallizzata nelle istituzioni religiose, che sul finire dell'epoca imperiale avevano modellato la loro organizzazione interna sulla base dell'organizzazione del territorio creata dai Romani.
Superato l'anno Mille, si assistette alla ripresa dell'economia delle città e all'elaborazione delle prime forme di auto-organizzazione civica. La fioritura delle città spinse le amministrazioni cittadine a voler recuperare la loro antica sfera d'influenza sul territorio circostante; s'intese recuperare anche in ambito civile la stessa estensione d'influenza che la città esercitava sul piano ecclesiastico con la diocesi. 
Quest'ambizione delle autorità civili di recuperare la vecchia area d'influenza degli antichi confini romani trovava generalmente facile attuazione per la scarsa resistenza che i contadi (del Seprio e della Martesana) potevano opporre alle città. Il contado del Seprio e della Martesana furono progressivamente smembrati.
Inevitabilmente, la ridefinizione dei confini fece sorgere contese fra le città vicine. Con la costituzione dei Liberi Comuni nel XII secolo le rivalità sfociarono in guerre. Il primo evento bellicoso è ricordato come la guerra decennale, terminata con un primo trattato di pace nel 1127. La pace fu effimera e nel 1162 ripresero le lotte.
Nel tentativo di comporre pacificamente le dispute, il 3 settembre 1170 a Seveso venne indetto un arbitrato che riconfermava i confini propri del Contado del Seprio. Nel testo dell'arbitrato venne confermata la divisione di Lomazzo in due parti, una comasca e una milanese. L'arbitrato si limitava a sancire lo status quo esistente, senza fornire informazioni su quanto antica fosse la preesistente suddivisione fra le due parti.
Nel 1194 con un lodo arbitrale, che si svolse a Vercelli, venne confermata l'assegnazione della pieve di Fino, al pari di quella di Uggiate, alla diocesi di Como.
Nel 1240 il Contado del Seprio venne suddiviso in quattro parti; venne confermata l'assegnazione della pieve di Fino a Como.
Nel 1249 a Lomazzo, considerato territorio neutrale, s'incontrarono le delegazioni comensi e milanesi per proclamare una pace fra le due città.
Il 30 marzo 1286 a Lomazzo in Brolo San Vito fu sottoscritta la Pace di Lomazzo, proclamata il 3 aprile successivo sulla piana tra Rovello e Lomazzo alla presenza degli ambasciatori di Cremona, Piacenza, Brescia, Pavia, Novara e Crema.
Nei secoli successivi le cappellanie ecclesiastiche si trasformarono progressivamente in parrocchie e si rafforzò la definizione dei confini.
Nel XVI e XVII secolo venne elaborato il perticato, ossia la suddivisione e la registrazione del territorio ai fini dell'imposizione fiscale e si riaccesero le dispute per la suddivisione del territorio, protrattesi per due secoli.
Il catasto teresiano voluto dall'imperatrice Maria Teresa d'Austria traspose al livello catastale la divisione censuaria tra Lomazzo Milanese e Lomazzo comasca.
Un primo tentativo di porre fine alla divisione dell'abitato venne attuato sotto il regime di Napoleone che inizialmente decretò di trasportare la parte milanese in territorio comasco, e poi decise la fusione dei comuni dal 1809. Il provvedimento decadde con la caduta di Napoleone e la Restaurazione. 
La data definitiva di nascita del Comune di Lomazzo è il 1816, quando il governo asburgico sancì in via definitiva la riunione della Lomazzo comasca e di Lomazzo Milanese nell'unico comune che da quel momento si sarebbe denominato semplicemente Lomazzo.